# Benzoquin-1,2-ona
Benzoquin-1,2-ona, também designada ciclohexa-3,5-dieno-1,2-diona, 1,2-benzoquinona ou orto-benzoquinona, é uma cetona, de fórmula química C6H4O2. É um dos dois isómeros de quinona, sendo o segundo a benzoquin-1,4-ona. A benzoquin-1,2-ona resulta da oxidação do catecol.